# خواجة ناظم الدين
خواجة ناظم الدين (بالإنجليزية: Sir Khawaja Nazimuddin)‏، (ولد في 19 يوليو 1894، توفي في 22 أكتوبر 1964)، باكستاني الأصل.

شغل منصب رئيس الوزراء في باكستان من فترة 17/10/1951 إلى 17/04/1953 .
وُلد خواجة ناظم الدين عام 1894، تولى منصب وزير الداخلية في الوزارة الإقليمية في البنغال ، ثم أصبح رئيساً لوزارة البنغال. أصبح رئيساً للوزارة في باكستان الشرقية عام 1947، وبعد وفاة محمد علي جناح عام 1948 أصبح الحاكم العام لباكستان وبقي في منصبه حتى عام 1950 حيث تم تعيين غلام محمد حاكما عاما للبلاد وأصبح ناظم الدين خواجة رئيساً للوزارة المركزية حتى أُعفي من منصبه في 17 نيسان 1953.
توفي خواجة ناظم الدين عام 1964.

## روابط خارجية
- خواجة ناظم الدين على موقع الموسوعة البريطانية (الإنجليزية)
- خواجة ناظم الدين على موقع مونزينجر (الألمانية)